# Atletisme als Jocs Olímpics d'estiu de 1900 - 2.500 metres obstacles masculins

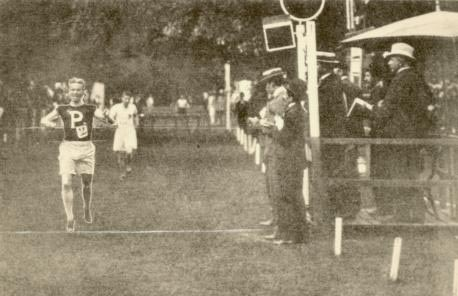
Arribada a la meta de la cursa de 2500 metres als Jocs Olímpics de 1900

La prova dels 2500 metres obstacles masculina va ser una de les proves d'atletisme que es va dur a terme als Jocs Olímpics de París de 1900. La prova es va disputar el 15 de juliol de 1900 i hi prengueren part sis atletes representants de sis països. Era la primera vegada que es disputava una prova d'obstacles als Jocs Olímpics i ho feu en un estadi de 500 metres de circumferència, al qual hagueren de donar cinc voltes. Els atletes havien de superar tanques, murs de pedra i una bassa. L'endemà es disputà la prova dels 4000 metres obstacles.

## Medallistes
| Or           | Plata           | Bronze            |
| George Orton | Sidney Robinson | Jacques Chastanié |

## Rècords
Cap, ja que era la primera vegada que es disputava aquesta prova. És l'única vegada que s'ha disputat aquesta distància en uns Jocs Olímpics.

## Resultats
| Posició | Atleta            | Temps      |
| ------- | ----------------- | ---------- |
| Or      | George Orton      | 7' 34,4"   |
| Plata   | Sidney Robinson   | 7' 38,0"   |
| Bronze  | Jacques Chastanié | desconegut |
| 4       | Arthur Newton     | desconegut |
| 5       | Hermann Wraschtil | desconegut |
| 6       | Franz Duhne       | desconegut |

Orton va rodar durant bona part de la cursa en quarta posició, sols per davant de Wraschtil i Duhne, però a la darrera volta supera els tres atletes que es trobaven per davant per aconseguir la victòria.